# NGC 5346
NGC 5346 is een spiraalvormig sterrenstelsel in het sterrenbeeld Jachthonden. Het hemelobject werd op 18 mei 1881 ontdekt door de Franse astronoom Édouard Jean-Marie Stephan.

## Synoniemen
- UGC 8804
- MCG 7-29-7
- ZWG 219.14
- KUG 1350+398
- PGC 49322